# Ласбі (Меріленд)
Ласбі (англ. Lusby) — переписна місцевість (CDP) в США, в окрузі Калверт штату Меріленд. Населення — 2072 особи (2020).

## Географія
Ласбі розташоване за координатами 38°21′50″ пн. ш. 76°26′17″ зх. д. / 38.36389° пн. ш. 76.43806° зх. д. (38.363884, -76.437955).  За даними Бюро перепису населення США в 2010 році переписна місцевість мала площу 9,53 км², з яких 9,10 км² — суходіл та 0,43 км² — водойми.

## Демографія
Згідно з переписом 2010 року, у переписній місцевості мешкало 1835 осіб у 658 домогосподарствах у складі 474 родин. Густота населення становила 193 особи/км².  Було 717 помешкань (75/км²).
Расовий склад населення:
| - 70,8 % — білих - 24,6 % — чорних або афроамериканців - 0,8 % — азіатів - 0,2 % — корінних американців - 0,1 % — вихідців з тихоокеанських островів |

До двох чи більше рас належало 2,7 %. Частка іспаномовних становила 3,0 % від усіх жителів.
За віковим діапазоном населення розподілялося таким чином: 24,1 % — особи молодші 18 років, 61,8 % — особи у віці 18—64 років, 14,1 % — особи у віці 65 років та старші. Медіана віку мешканця становила 40,5 року. На 100 осіб жіночої статі у переписній місцевості припадало 98,2 чоловіків;  на 100 жінок у віці від 18 років та старших — 91,1 чоловіків також старших 18 років.
Середній дохід на одне домашнє господарство  становив 87 199 доларів США (медіана — 83 281), а середній дохід на одну сім'ю — 93 070 доларів (медіана — 87 212). За межею бідності перебувало 15,5 % осіб, у тому числі 25,3 % дітей у віці до 18 років та 24,8 % осіб у віці 65 років та старших.
Цивільне працевлаштоване населення становило 762 особи. Основні галузі зайнятості: науковці, спеціалісти, менеджери — 19,0 %, будівництво — 17,2 %, освіта, охорона здоров'я та соціальна допомога — 16,4 %.